# Trasformabile
Per trasformabile si intende un particolare tipo di carrozzeria, utilizzato dalla fine degli anni venti fino alla fine degli anni settanta. In alcuni Paesi tale tipo di carrozzeria viene anche indicata come Cabrio-Limousine.

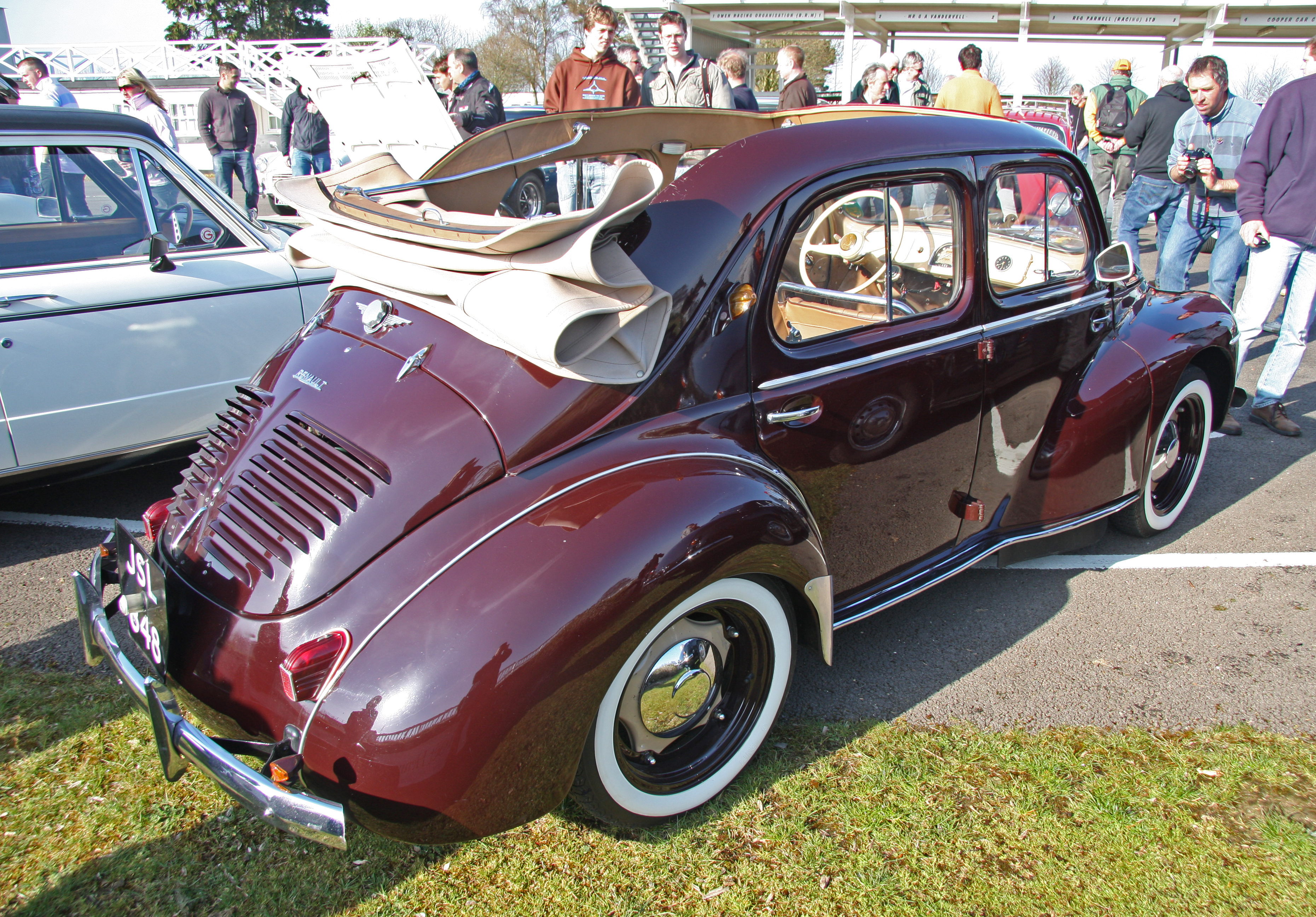
Una Renault 4CV trasformabile

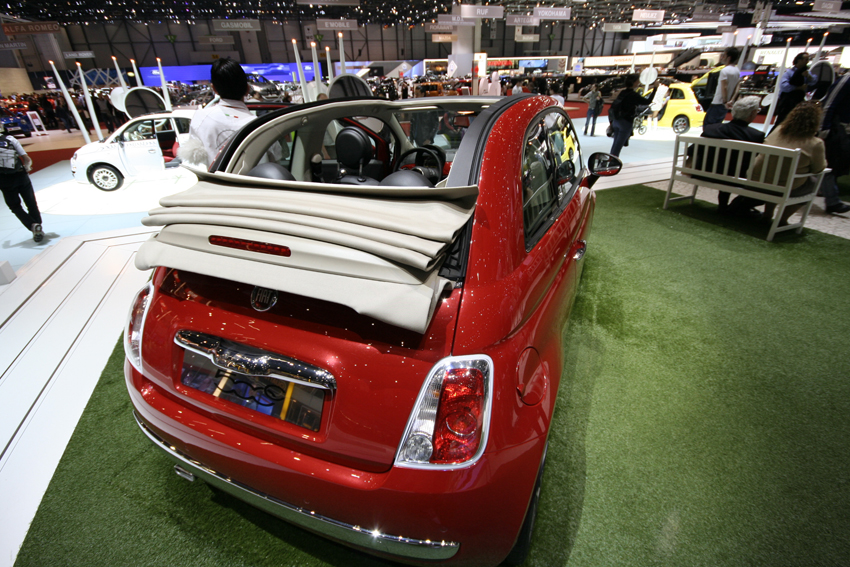
Una 500C del 2009: la sua carrozzeria è di tipo trasformabile

## Descrizione
Tale tipo di carrozzeria deriva dalle classiche carrozzerie chiuse di tipo berlina ed appare come un incrocio tra quest'ultima e le più eleganti cabriolet. Si presenta come una berlina con tetto in tela ripiegabile all'indietro, solitamente mediante avvolgimento manuale. Tale tetto in tela va ad includere anche la parte posteriore del padiglione ed il lunotto. Arrotolando all'indietro il tetto in tela, l'auto diventa simile ad una cabriolet, ma al contrario di quest'ultima, mantiene fissi i montanti laterali in lamiera per il sostegno dei finestrini.
Esempi illustri di vetture che montavano tali carrozzerie furono la Fiat Nuova 500, la Autobianchi Bianchina e la Citroën 2CV. Tale tipo di carrozzeria cadde in disuso all'inizio degli anni ottanta, per poi essere rispolverata all'inizio del nuovo secolo, dapprima con l'arrivo della Citroën C3 Pluriel, che poteva assumere anche questo tipo di configurazione, ma soprattutto nel 2009, quando la Fiat ha introdotto la 500C, versione trasformabile della piccola Fiat.